# Диканька — Кременчук — Кривий Ріг (газопровід)
Газопровід Диканька — Кременчук — Кривий Ріг — це один із основних внутрішніх (не транзитних) газопроводів України, який побудований в радянський період в 1967—1968 роках та має загальну довжину 272,2 км. З них в управлінні УМГ «Черкаситрансгаз» — 180,2 км, УМГ «Харківтрансгаз» — 92 км.  Його проектна продуктивність — 3,2 млрд м3 на рік і розрахована на тиск 5,5 МПа. Починається на КС «Диканька» магістрального газопроводу Шебелинка — Полтава — Київ.
Газопровід Диканька — Кременчук — Кривий Ріг забезпечує газопостачання населення та промислових споживачів Полтавської, Кіровоградської областей та міст Кременчук, Кропивницький і Кривий Ріг.
До цього газопроводу в межах обслуговування УМГ «Черкаситрансгаз» підключено 24 газорозподільних станцій (ГРС) та газопровід-відвід до Кропивницького, на якому підключено ще 4 ГРС.

## Ремонтні роботи
Магістральний газопровід, якому 2010 року уже було понад 40 років та ще й проходить на деяких ділянках по обводнених солончакових землях із високою корозійною активністю потребував негайного капітального ремонту із заміною труби.
Ремонт газопроводу був утруднений тим, що через значну кількість підключених споживачів, вивести його із роботи було неможливо. Вирішенням цього питання стало будівництво лупінгу (додаткового трубопроводу, що прокладається на деяких ділянках паралельно основному) із наступним перепідключенням ГРС та виводом старої нитки з експлуатації.
Будівництво 12-кілометрової ділянки між 106 та 118 км газопроводу розпочалося в березні 2010 року будівельно-монтажною фірмою «Укргазпромбуд». Кошторисна вартість будівництва склала 98,005 млн грн.
Вже, 29 червня 2011 р. на 106 км газопроводу Диканька – Кременчук – Кривий Ріг ремонтні бригади Кременчуцького ЛВУ УМГ «Черкаситрансгаз» розпочали роботи з підключення новозбудованої ділянки.